# Opisthotropis
Opisthotropis es un género de serpientes que pertenecen a la familia de los colúbridos. Son endémicas del Sudeste Asiático y China.

## Especies
Se distinguen las siguientes 21 especies:
- Opisthotropis alcalai Brown & Leviton, 1961
- Opisthotropis andersonii (Boulenger, 1888)
- Opisthotropis atra Günther, 1872
- Opisthotropis balteata (Cope, 1895)
- Opisthotropis cheni Zhao, 1999
- Opisthotropis cucae David, Cuong The Pham, Truong Quang Nguyen & Ziegler, 2011
- Opisthotropis daovantieni Orlov, Darevsky & Murphy, 1998[2]
- Opisthotropis durandi[3] Teynié, Lottier, David, Nguyen & Vogel, 2014
- Opisthotropis guangxiensis Zhao, Jiang & Huang, 1978
- Opisthotropis jacobi Angel & Bourret, 1933
- Opisthotropis kikuzatoi (Okada & Takara, 1958)
- Opisthotropis kuatunensis Pope, 1928
- Opisthotropis lateralis Boulenger, 1903
- Opisthotropis latouchii (Boulenger, 1899)
- Opisthotropis laui[4] Yang, Sung & Chan, 2013
- Opisthotropis maculosa Stuart & Chuaynkern, 2007
- Opisthotropis maxwelli Boulenger, 1914
- Opisthotropis rugosa (Lidth De Jeude, 1890)
- Opisthotropis spenceri Smith, 1918
- Opisthotropis tamdaoensis Ziegler, David & Vu, 2008
- Opisthotropis typica (Mocquard, 1890)